# Заклятие параноика
«Заклятие параноика», или «Параноид» (англ. Paranoid: A Chant) — стихотворение Стивена Кинга, впервые опубликованное в 1985 году в авторском сборнике «Команда скелетов».

## Издания и переводы
Впервые стихотворение было опубликовано в 1985 году в «Команде скелетов», и переиздавалось несколько раз в составе сборника.
На русский язык впервые было переведено О. Н. Рудавиным как «Параноид», и опубликовано в 1996 году в составе сборника «Команда скелетов», изданного харьковским ООО фирма «Дельта». Второй раз было переведено Наной Эристави в 1997 году, и выходило в составе сборников на основе авторского, издававшихся АСТ. Стоит отметить, что вторая часть сборника «Команда скелетов» от АСТ на русском языке выходила под названием «Заклятие параноика» — в мягкой обложке.
В. Эрлихман отмечает, что Эристави достаточно вольно обошлась с формой оригинала, который, по его мнению, написан «как принято в Америке, корявым белым стихом», но хвалит стихотворение за смысл, ритм и энергетику.

## Сюжет
Стихотворение написано от лица человека, страдающего, видимо, манией преследования. Он убежден, что за ним следит ФБР. Свои подозрения он записывает в дневник, который насчитывает уже пятьсот блокнотов. Он подозревает в слежке всех: прохожих, таксиста, своего брата...
(My brother’s with them, did I tell you? // His wife is Russian and he // keeps asking me to fill out forms.
— «А среди них — мой брат. <…> // Брат мой все просит заполнить // бумаги его жены. // Она издалека, // начало её дороги — // где-то в России…»),
...старуху-соседку, и даже собаку, которую ему подарили. Он убил собаку и готов уже убивать людей
(You may think you have me but I could destroy you. — «Вы полагаете — взяли? // К черту! // Я ж вас прикончу в секунду…»).
Финал стихотворения возвращает к началу. Лирический герой говорит, что не может больше выйти, так как на его пороге стоит человек в плаще.

## Экранизация

Кадр из фильма — главная героиня

В 2000 году Джей Холбен (англ. Jay Holben) снял короткометражный фильм «Паранойя» (англ. Paranoid), навеянный «Заклятием параноика». Параноик здесь — женщина, которую сыграла Тоня Айви (англ. Tonya Ivey). Стихотворение читается её голосом на фоне видеоряда, но вслух она произносит только одну фразу: Would you like some coffee, my love? («Любовь моя, будешь кофе?»).